# Греве-ин-Кьянти
Греве-ин-Кьянти (итал. Greve in Chianti) — коммуна в Италии, располагается в регионе Тоскана, в провинции Флоренция.
Население составляет 13 954 человека (2008 г.), плотность населения составляет 83 чел./км². Занимает площадь 169 км². Почтовый индекс — 50022. Телефонный код — 055.
В коммуне 8 сентября особо празднуется Рождество Пресвятой Богородицы.
Долгое время в местном оратории хранился образ Мадонны из Казале, который ныне находится в галерее Уффици.

## Демография
Динамика населения:

## Администрация коммуны
- Официальный сайт: http://www.comune.greve-in-chianti.fi.it/